# Departamento del Guaviare
Koordinaten: 2° 0′ N, 71° 54′ W
Das Departamento del Guaviare ist ein dünn besiedeltes Departamento im Südosten Kolumbiens, etwa 300 bis 500 km südöstlich der Hauptstadt Bogotá. Den politischen Status Departamento erhielt die Region erst 1991, wie auch andere abgelegene Gebiete und Intendencias in Amazonien.
Guaviare grenzt im Osten an Guainía, im Südosten an Vaupés, im Südwesten an Caquetá, im Westen und Norden an Meta und im Nordosten an Vichada.

## Geografie
Landschaftlich gehört Guaviare zum Andenvorland der Ostkordillere am Übergang zum Amazonasbecken. Über das leicht gewellte Tafelland verläuft die kontinentale Hauptwasserscheide zwischen Orinoco und Amazonas. Die Höhenlage beträgt etwa 250 bis 500 Meter über Meeresniveau.
Orografisch umfasst das Departamento den Oberlauf der Flüsse Guayabero bzw. Guaviare und Inírida, die nach Osten zum Orinoco entwässern, sowie von Vaupés und Ajaju (Río Apaporis), die nach Südosten zum Rio Negro oder zum Río Japurá fließen. Das Tafelland der Llanos zwischen den Flussläufen erstreckt sich weit nach Osten bis zur Mesa di Yambi am Rande Amazoniens.
Die Wirtschaft ist agrarisch geprägt. Die angebauten Kulturen sind Kakao und Bananen sowie Bohnen und Mais. Eine wichtige Rolle spielen auch Fischfang, Bergbau und Holzeinschlag.
Der Parque Nacional Natural Chiribiquete liegt teilweise im Departamento del Guaviare und ist weltweit der größte Nationalpark der Tropen. Dort sowie im Naturschutzgebiet Serranía de La Lindosa wurden extensive Felsmalereien entdeckt, die mehrere Jahrtausende alt sind.

## Administrative Unterteilung
Das Departamento del Guaviare ist sehr dünn besiedelt und besteht daher nur aus vier Gemeinden (Municipio). Die folgende Tabelle zeigt deren Gesamteinwohnerzahl, wie sie die Volkszählung des kolumbianischen Statistikamtes DANE aus dem Jahr 2018 ergab, hochgerechnet für 2022.
| Gemeinde              | Einwohnerzahl 2022 |
| --------------------- | ------------------ |
| Calamar               | 10.499             |
| El Retorno            | 14.306             |
| Miraflores            | 7.346              |
| San José del Guaviare | 58.206             |